# Agrochola rufina
Agrochola rufina là một loài bướm đêm trong họ Noctuidae.